# Bartłomiej Pietrasik
Bartłomiej Pietrasik (ur. 25 maja 1984 w Łodzi) – piłkarz polski grający na pozycji obrońcy.

## Kariera klubowa
Swoją karierę piłkarską Pietrasik rozpoczął w ŁKS Łódź, gdzie grał w juniorach. Następnie trenował w Orle Łódź. W 2002 roku przeszedł do Jezioraka Iława. Występował nim do końca 2004 roku. Na początku 2005 roku odszedł do Drwęcy Nowe Miasto Lubawskie. W sezonie 2004/05 awansował z nią do drugiej ligi, a w sezonie 2005/06 spadł z nią do pierwszej ligi. W 2008 roku wrócił do Jezioraka, w którym grał do lata 2009.
Latem 2009 roku Pietrasik został zawodnikiem luksemburskiego klubu Etzella Ettelbruck, w którym grał do 2016 roku. Swój debiut w luksemburskiej lidze zaliczył 30 sierpnia 2009 w zremisowanym 1:1 wyjazdwym meczu z F91 Dudelange. W Etzelli stał się podstawowym zawodnikiem. W sezonie 2011/12 grał w drugiej lidze Luksemburga. 